# 21è Grup d'Exèrcits (Regne Unit)
El 21è Grup d'Exèrcits va ser una formació militar formada per tropes britàniques i canadenques estacionada al Regne Unit que va ser assignada per a la invasió d'Europa. La formació va establir-se a Londres al juliol de 1943 sota el comandament del Quarter General Suprem Aliat de la Força Expedicionària (SHAEF). El Grup va ser una important força aliada al Teatre Europeu de la Segona Guerra Mundial. El 21è Grup d'Exèrcits operà al nord de França, Luxemburg, Bèlgica, els Països Baixos i Alemanya.

## Normandia
Comandat pel General (posteriorment Mariscal) Bernard Montgomery, el 21è Grup d'Exèrcits controlà en un inici totes les forces terrestres durant l'Operació Overlord. Quan ja havien desembarcat suficients tropes nord-americanes s'activà el 12è Grup d'Exèrcits, sota el comandament del General Omar Bradley, i el 21è Grup d'Exèrcits quedà format només pel Segon Exèrcit britànic i el Primer Exèrcit Canadenc.
La batalla de Normandia va ser una batalla de desgast pels exèrcits britànic i canadenc, tancant als reforços alemanys als voltants de Caen. La Wehrmacht no va tenir l'habilitat de prevenir que els americans poguessin trencar cap a l'oest de les platges a inicis de 1944, i els alemanys van quedar envoltats a Falaise.

## L'avanç cap als Països Baixos
Després de l'èxit dels desembarcaments al sud de França del Sisè Exèrcit americà, el 21è Grup d'Exèrcits formà el flanc esquerre dels 3 grups d'exèrcit alineats contra les forces alemanyes a l'oest. Va ser responsable d'assegurar els ports francesos dels quals depenia la rebuda de subministrament, així com d'eliminar els punts de llançament de les V-1 i les V-2 situats a les costes francesa i belga.
El 29 d'agost, els alemanys s'havien retirat a través del riu Sena, tot i que sense el seu equip pesant. La campanya a través del nord de França i Bèlgica va ser principalment una persecució, en la que els ports (oficialment anomenats pels alemanys "Ciutats-Fortalesa") oferien només una oposició limitada al Primer Exèrcit Canadenc. L'avanç va ser molt veloç, amb gairebé 250 milles en 4 dies, i Anvers va ser capturat el 4 de setembre de 1944, que gairebé estava sense defensa i amb les instal·lacions portuàries intactes.
L'1 de setembre de 1944, el 21è Grup d'Exèrcits va ser rellevat del control operatiu dels exèrcits americans, i aquests van formar el 12è Grup d'Exèrcits.
A mitjans de setembre, seccions del 21è Grup d'Exèrcits havien arribat fins a la frontera neerlandesa, sent aturats per la manca de subministraments i per la inundació causada per la demolició dels dics holandesos per part dels alemanys. Els alemanys controlaven alguns ports del canal, i els anteriors bombardeigs aliats a les línies ferroviàries franceses i belgues resultà que els aliats hagueren de basar les cada vegada més llargues línies de subministrament en camions.

## L'Operació Horta
Després de la victòria a Normandia, hi havia grans esperances que la guerra es podria acabar el 1944. Per tal d'aconseguir-ho, havia de superar-se la darrera gran defensa natural alemanya a l'oest: el Rin. Amb tal intenció s'orquestrà l'Operació Horta. El pla era que dues divisions aerotransportades americanes, amb una britànica i una brigada polonesa saltessin sobre els Països Baixos per capturar una sèrie de ponts sobre el baix Rin abans que fossin destruïts pels alemanys. Pel seu costat, forces blindades avançarien a través d'una carretera des de Bèlgica travessant Eindhoven i Nimega fins a Arnhem, rellevant als paracaigudistes i obrint la plana del nord d'Alemanya i la indústria de la vall del Ruhr als Aliats.
Però les tropes blindades britàniques només tenien una carretera des d'on operar, i informació vital sobre les forces alemanyes a la zona va ser ignorada o perduda. Les forces que quedaven a Holanda després de la retirada de França eren més fortes de l'esperat, i les unitats del XXX Cos britànic van haver de suportar un combat molt més intens de l'esperat, alentint l'avanç. Les divisions americanes i la brigada polonesa, llançada al sud del Rin, van poder ser rellevades, però la 1a Divisió Aerotransportada britànica a Arnhem va ser pràcticament destruïda.

## Batalla de l'Escalda
Donat que els accessos al port d'Anvers no van netejar-se quan es va capturar la ciutat, els alemanys van poder reorganitzar-se i fer que el port fos completament inservible. Per tant, va caldre muntar una operació per tal de netejar els accessos i poder resoldre el problema. L'illa de Walcheren estava fortament defensada pels alemanys, perquè està situada en un punt que domina l'estuari del Mosa, que flueix fins a Anvers. Les operacions portades a terme pel II Cos Canadenc netejant les aproximacions a Anvers tant a la riba nord com sud del Mosa van rebre el nom de Batalla de l'Escalda. L'illa de Walcheren no va ser capturada fins a finals de 1944, sent el darrer gran assalt amfibi a Europa durant la Segona Guerra Mundial, sent realitzat per una combinació de forces canadenques i dels Marines Reials.

## Batalla de les Ardenes
Després de la captura de Walcheren vingué la darrera gran ofensiva alemanya de la guerra. Repetint l'atac de 1940, les formacions alemanyes superaren les febles línies aliades de la regió de les Ardenes, a Bèlgica.
La batalla de les Ardenes presentà un problema de comandament pel General Eisenhower. L'atac havia trencat les línies americanes, deixant-ne algunes tant al nord com al sud de l'avanç alemany, amb el mateix quarter general del 12è Grup d'Exèrcits estatunidenc al sud, motiu pel qual Eisenhower hagué de situar les tropes americanes que havien quedat al nord dels alemanys sota el comandament del 21è Grup d'Exèrcits britànic. Llavors, amb la col·laboració del Tercer Exèrcit america del General Patton van reduir la protuberància.
Després de la batalla, el Primer Exèrcit americà tornà a situar-se dins de l'organigrama del 12è Grup d'Exèrcits del General Bradley. El Novè Exèrcit americà seguí un temps més sota les ordres del Mariscal Montgomery.

## Batalla del Triangle del Rur
Abans a la Campanya del Rin, es llançà l'Operació Blackock per tal de netejar el triangle del Rur. Aquesta llarga operació de neteja tingué lloc entre el 14 i el 27 de gener de 1945. No es planejà cap penetració profunda en les defenses enemigues o capturar grans xifres de presoners. Es procedí d'etapa en etapa, seguint el pla establert i es completà amb unes baixes mínimes.

## La Campanya del Rin
Les forces aliades es van llançar cap al Rin al març de 1945. El 21è Grup d'Exèrcits en aquells moments estava format pel 2n Exèrcit britànic del General Miles C. Dempsey, el 1r Exèrcit Canadenc del General Harry Crerar i el 9è Exèrcit americà del General William Simpson.
El 1r Exèrcit Canadenc havia executat l'Operació Veritable en unes condicions difícils des de l'est Nimega a través del bosc de Reichswald al sud. Això havia de ser la part nord d'un moviment de pinça amb el 9è Exèrcit americà movent-se cap al nord a través de Düsseldort i Krefeld (Operació Granada) per netejar la riba oest del riu al nord de Colònia. Els americans es van retardar dues setmanes quan els alemanys van destruir els dics del Rur i inundà la ruta d'avanç americana. Com a resultat, els canadencs els alemanys van haver d'enfrontar-se a les reserves alemanyes que intentaven defensar el pla de Colònia.
A l'Operació Plunder, iniciada el 13 de març de 1945, el 2n Exèrcit Britànic i el 9è Exèrcit Americà van travessar el Rin per diversos llocs al nord del Rur, sucumbint ben aviat la resistència alemanya. El 1r Exèrcit Canadenc es desplaçà cap a l'esquerra alliberant el nord d'Holanda, el 2n Exèrcit Britànic ocupà el nord-oest d'Alemanya i alliberà Dinamarca i el 9è Exèrcit americà formà el braç nord per atrapar les forces alemanyes a la Bossa del Rur i, el 4 d'abril tornà al 12è Grup d'Exèrcits de Bradley.
El 4 de maig de 1945, el mariscal Montgomery acceptà la rendició incondicional de les forces alemanyes als Països Baixos, Dinamarca i el nord-oest d'Alemanya.

## Exèrcit Britànic del Rin
Després de la rendició d'alemanya, el 21è Grup d'Exèrcit es convertí en el quarter general de la zona britànica d'ocupació a Alemanya. Va ser redenominat Exèrcit Britànic del Rin (British Army of the Rhine – BAOR) el 25 d'agost de 1945 i formà el nucli de les forces britàniques establertes a Alemanya durant la Guerra Freda.

## Orde de batalla
Principalment, les formacions que formaven el 21è Grup d'Exèrcits eren el Primer Exèrcit Canadenc i el Segon Exèrcit Britànic. A la pràctica, cap dels dos exèrcits era completament britànic o canadenc, sinó que incloïen unitats poloneses i, des de Normandia, holandeses, belgues, i txecoslovaques; a més, temporalment també es van adjuntar forces americanes. Amb tot, les línies de comunicació de les unitats eren predominantment britàniques.

### Les forces americanes incloses
En diverses ocasions es van posar unitats americanes sota comandament britànic. Per motius polítics o de rivalitat personal, això només va realitzar-se de manera temporal. Això tingué lloc quan:
1. el Primer Exèrcit Aerotransportat Aliat, incloent-hi les dues divisions aerotransportades americanes (la 101 i la 82), van desplegar-se durant l'Operació Horta i les accions següents
2. com a resultat de la ruptura de les cadenes de comandament durant la batalla de les Ardenes (el Primer i el Novè Exèrcits americans)
3. com a reforç per l'atac al Rin (Operacions Veritable i Granada) (9è Exèrcit Americà) i les travessies posteriors del Rin (Operacions Plunder i Varsity) (9è Exèrcit Americà i el 18è Cos Aerotransportat americà)
4. per permetre una estructura de comandament efectiva durant la protuberància de Geilenkirchen ( 84a Divisió d'Infanteria americana)

## Comandants
- Juny de 1943 – Desembre de 1943 General Bernard Paget[18]
- Gener de 1944 – Agost de 1945 General Bernard Montgomery[19]